# Glacier du Khumbu
Le glacier du Khumbu est un glacier qui s'étend au sud de l'Everest, au Népal. Prenant naissance dans la combe ouest au pied du col Sud, il se poursuit par la cascade de glace du Khumbu un ensemble de crevasses qui forment l'une des parties les plus complexes à appréhender de la voie normale népalaise par le col Sud. À la sortie de la cascade de glace se situe le camp de base de l'Everest.

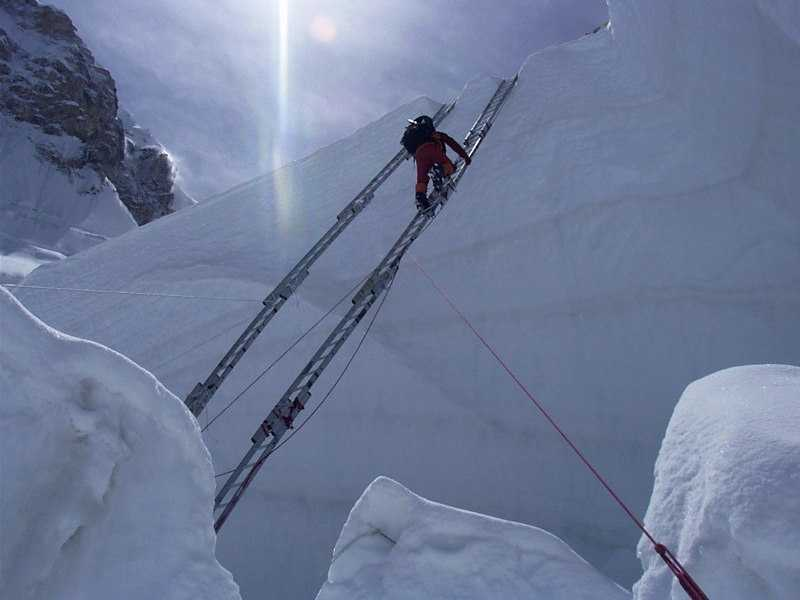
Alpiniste montant la cascade de glace du Khumbu.
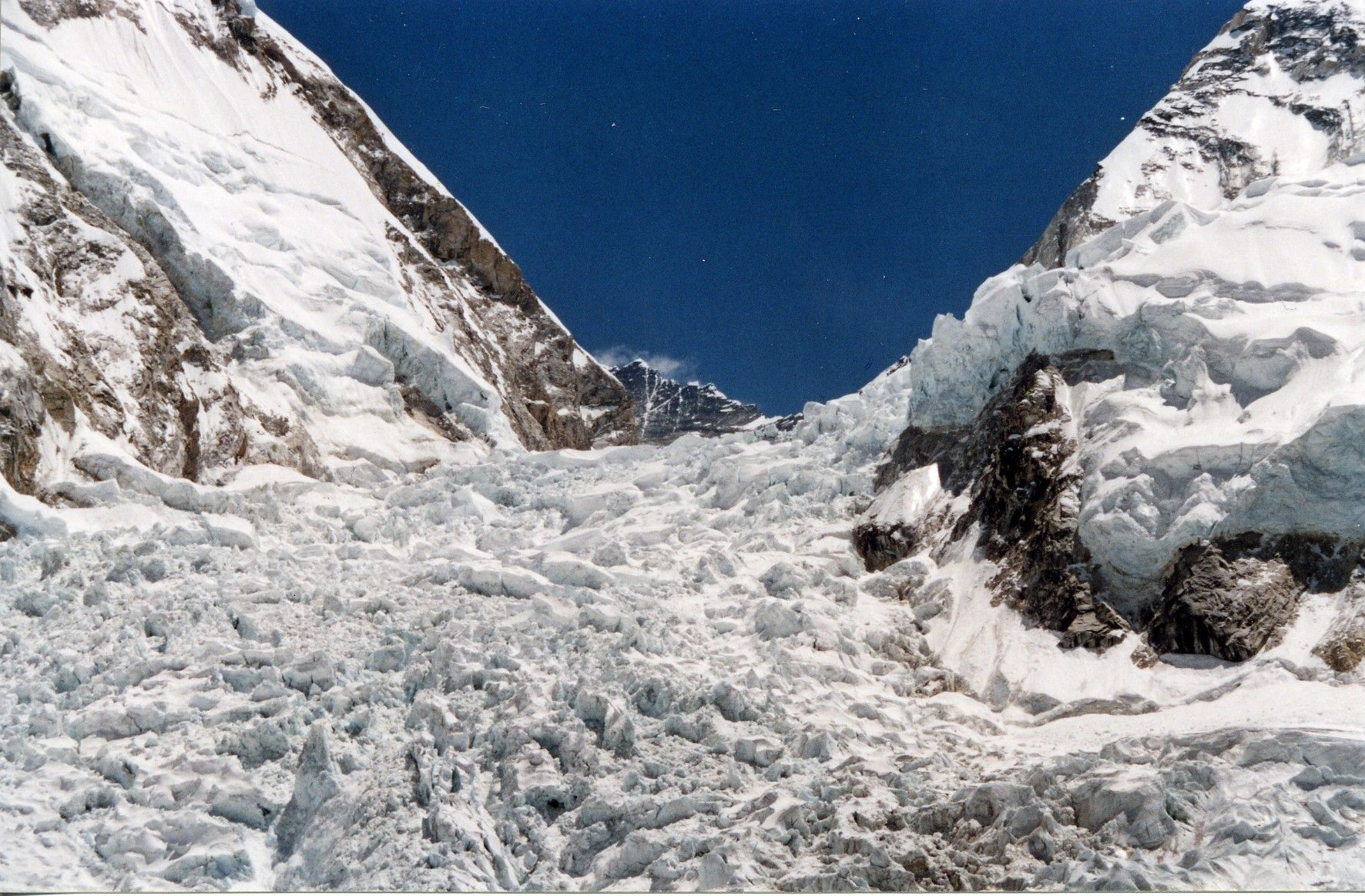
Bas du glacier du Khumbu qui se transforme en cascade de glace.
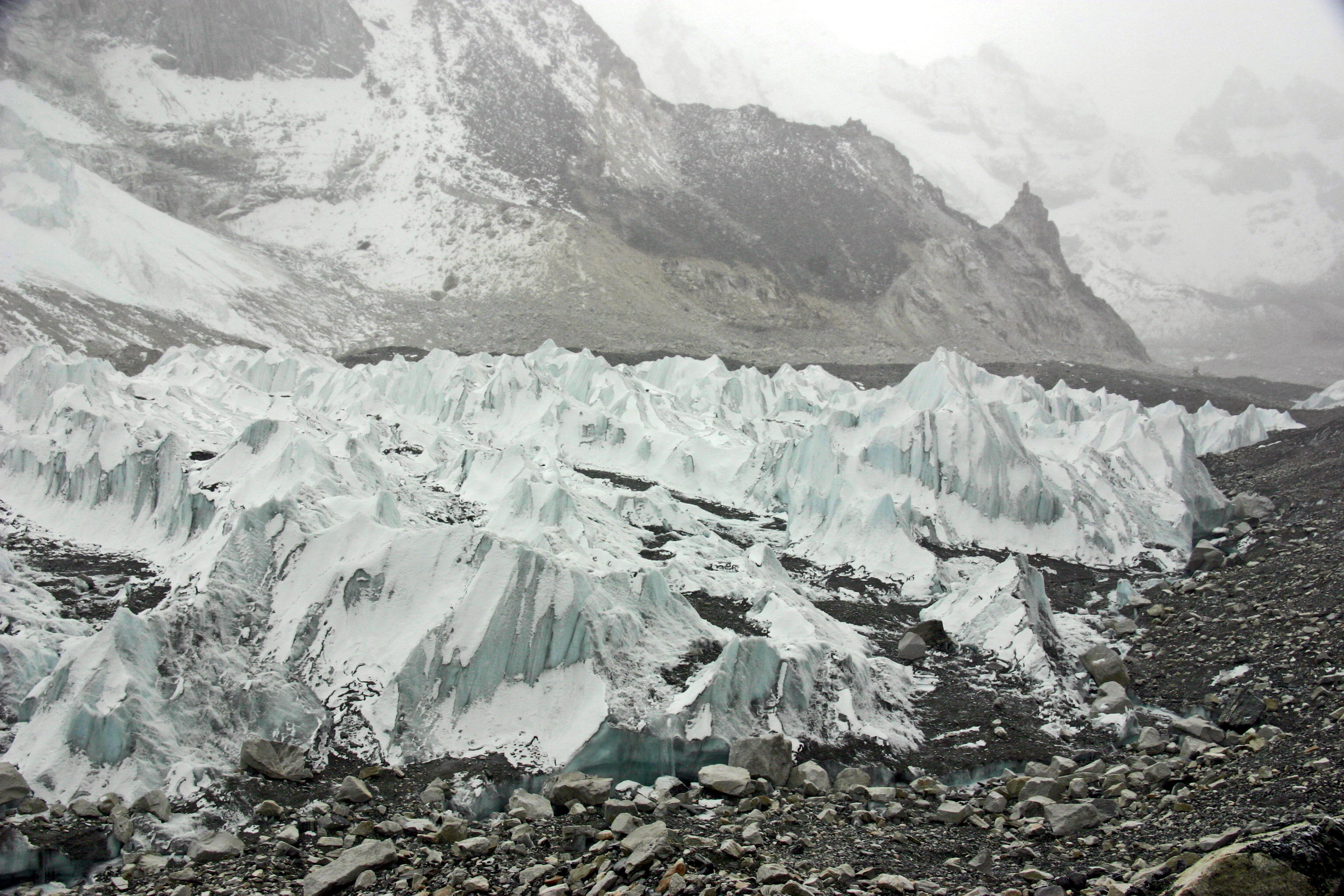
Vue du glacier.